# Lafarge Perlmooser

Logo des Konzerns

Die Lafarge Perlmooser Holding AG ist als Österreichs größter Zementhersteller Teil des französischen Konzerns Lafarge, der 2015 mit Holcim fusionierte.
Die Zentrale der Lafarge Perlmooser Holding AG befindet sich in Wien. Produktionsbetriebe befinden sich in Mannersdorf am Leithagebirge in Niederösterreich und Retznei in der Steiermark. In den beiden Werken werden rund 1,6 Millionen Tonnen Zement jährlich hergestellt. Mit einem jährlichen Ausstoß von 607 967 t CO2-Äquivalenten (2020) zählt das Unternehmen zu den größten Verursachern von Treibhausgasen in Österreich.

## Unternehmen der Holding

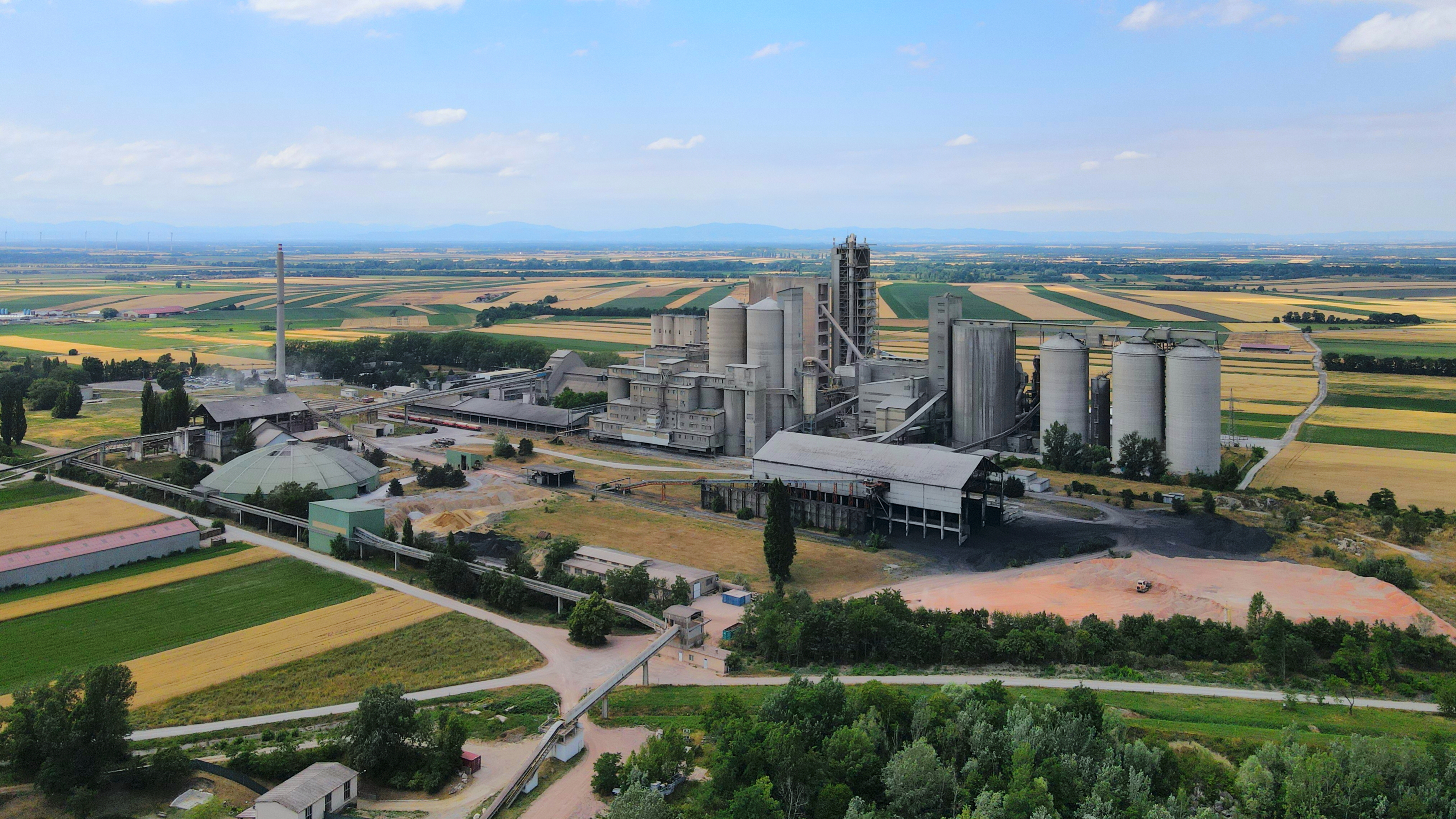
Lafarge Zementwerk in Mannersdorf – Österreichs größtes Zementwerk

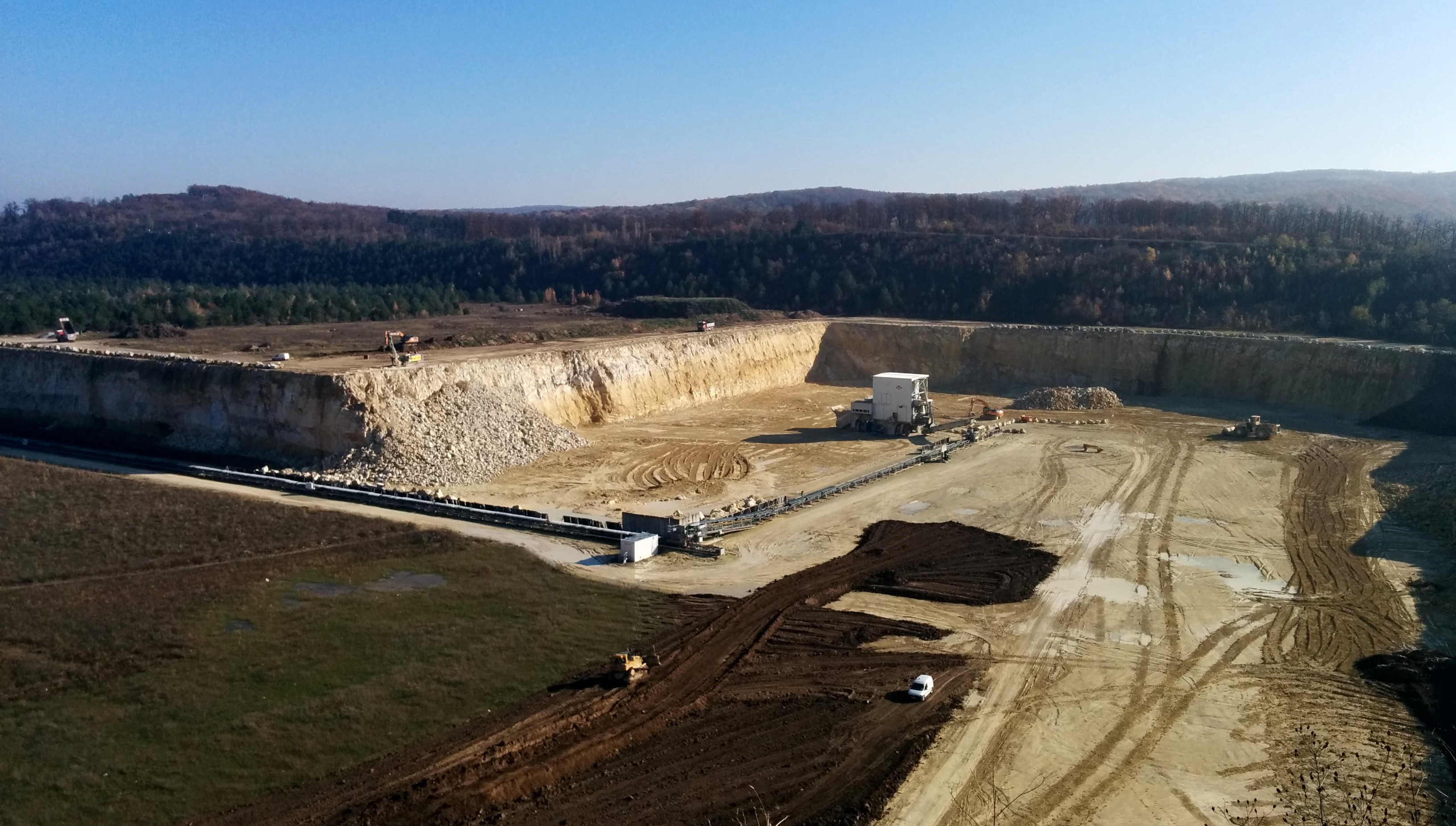
Steinbruch Perlmooser in Mannersdorf

Die Lafarge Cement Technical Center Vienna GmbH gehört zur Division Zement.
Dazu gehört auch Lafarge Beton GmbH als 100 % Tochter. Deren Standorte mit Kiesgruben und Transportbetonwerken sind:
- Wien: Kiesumschlag Oberlaa, Liesing und ebenfalls mit Kiesumschlag am Donauhafen Albern
- Niederösterreich: Langenzersdorf sowie nur Kiesumschlag in Wöllersdorf
- Oberösterreich: Wels, Linz und Oberweis
- Burgenland: mit Kiesgrube Parndorf

Verträge wurden bereits für die Neugründung im Jahr 2011 der Lafarge Cement CE Holding mit Sitz in Österreich unterzeichnet. An diesem Unternehmen ist Lafarge zu 70 % und die österreichische Strabag zu 30 % beteiligt. Dazu bringt Lafarge ihre österreichischen Werke Mannersdorf (Niederösterreich) und Retznei (Steiermark), das tschechische in Čížkovice sowie Trbovlje in Slowenien ein, die Strabag ihr im Bau befindliches Werk im ungarischen Pécs.
Lafarge Perlmooser ist Mitglied der Vereinigung der Österreichischen Zementindustrie und damit auch des zugehörigen Forschungsinstituts.

## Geschichte
Die Perlmooser AG wurde bereits 1872 als AG der k. k. priv. hydr. Kalk- und Portlandzementfabrik zu Perlmoos in Kirchbichl in Tirol gegründet.
Vorangegangen ist die alte Getreidemühle des Rattenbergers Alois Kraft, der dort seinen Romanzement, gebrannt aus seinem in Häring gebrochenen Mergel, mahlte.
Bereits kurz später entdeckte aber Kraft einen hydraulischen Zement, der dem Portlandzement sehr ähnlich war, den er auch patentierte. Mit diesem Patent bekam Kraft die k.k. ausschließlich privilegierte Genehmigung zur Herstellung des hydraulischen Zements. Das Vorhaben versuchte er 1860 mit dem Salzburger Angelo Saullich, der finanziell stärker war, durchzuziehen, und erwarb in Kirchbichl eine weitere Zementmühle. Allerdings trennten sich die beiden bereits zwei Jahre später wieder und Saullich wurde Alleinbesitzer der k.k. ersten Potlandcementfabrik von Angelo Saullich zu Perlmoos bei Kufstein.
Der nunmehrige Alleinbesitzer des Zementwerkes errang bei der Industrieausstellung in London im selben Jahr eine Medaille für seine Erfindung. Er baute selbst in Perlmoos noch Öfen und übernahm auch einige von anderen Besitzern. Direkt beim Bahnhof Kirchbichl errichtete er eine neue Mühle für Portlandzement und hydraulischen Kalk. Um finanziell leichter expandieren zu können, wandelte Saullich 1872 sein Unternehmen in eine Aktiengesellschaft um, an der sich beispielsweise die Oberbank oder das Bankhaus Schoeller beteiligten.

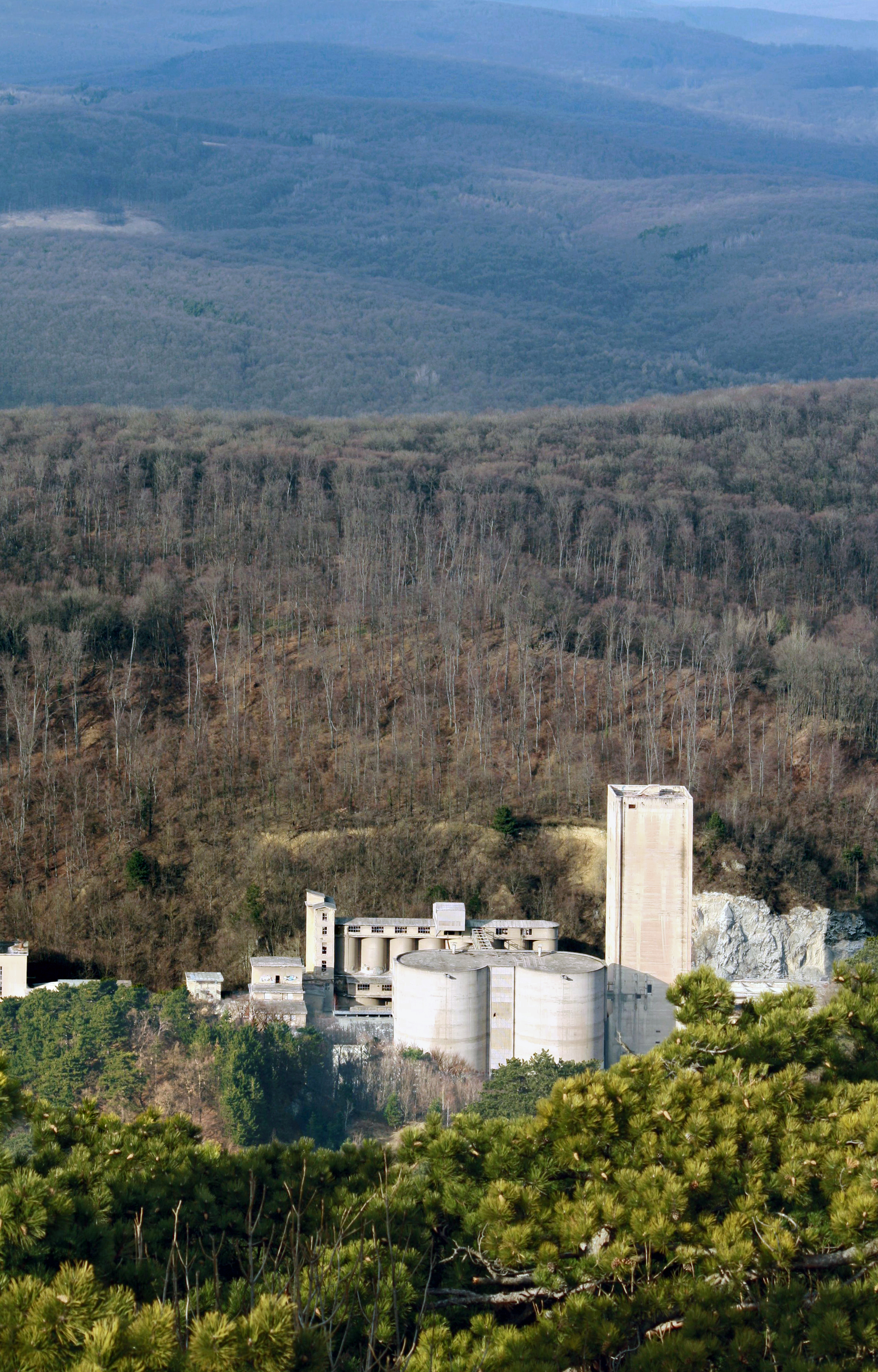
Das aufgelassene Werk in Kaltenleutgeben von der Josefswarte aus gesehen. Das Werk ist fast vollständig abgetragen und durch eine Wohnhausanlage ersetzt worden.

Bis 1913 erweiterte Saullich das Unternehmen und erwarb auch Werke vom Mitbewerb stetig, blieb aber stets in derselben Produktionsebene. So kamen eine Zementfabrik aus Hallein ebenso wie von Franz Kink, dem eigentlichen Begründer der Zementindustrie in Österreich, dazu. Bis 1883 kamen einige Öfen, aber auch Steinbrüche in der Umgebung dazu. Die Mitarbeiterzahl erhöhte sich von rund 170 im Gründungsjahr auf knapp 700 Mitte der 1870er Jahre. Bei der zweiten Expansionswelle, die Mitte der 1890er Jahre begann, wurde die Erweiterung im weiteren Raum um Wien fortgesetzt, wie kleinere in Scheibmühl bei Traisen, Lilienfeld oder Oberpiesting. Stark gewachsen ist das Unternehmen im Jahr 1905 mit der zugekauften Kaltenleutgebener Kalk- und Zementfabrik, die Werke in Kaltenleutgeben, Achau und Mannersdorf am Leithagebirge besaß – vor allem, da Kaltenleutgeben auch einen Bahnanschluss mit der Kaltenleutgebener Flügelbahn hatte. Zu diesem Werk gehörte auch seit 1895 ein Werk des Adolph Freiherr von Pittel in Taßhof.
Das wirtschaftliche Zentrum der Perlmooser AG kam dadurch von Tirol nach Niederösterreich. Insgesamt erzeugte das Werk damals etwa 25 % der gesamten Zementproduktion in Cisleithanien. Noch vor dem Ersten Weltkrieg erwarb die Perlmooser AG ein Portlandzementwerk in Judendorf bei Graz, in Wachtl, in Retznei die Ehrenhausner Zementfabrik. So waren vor Beginn des Krieges in den elf Werken der Gesellschaft etwa 1.800 Mitarbeiter beschäftigt.
In der Zwischenkriegszeit wurde vorerst weiter expandiert. Perlmooser produzierte in der Zwischenzeit mit 1.500 Mitarbeitern die Hälfte des gesamten Bedarfes in Restösterreich. Mit der Weltwirtschaftskrise ab 1929 mussten allerdings einige Werke, beispielsweise Achau und Kirchbichl, geschlossen werden, sodass die Mitarbeiterzahl bis auf etwa 600 sank. Insgesamt gehörten 1937 nur mehr sechs Betriebe zum Konzern.
Eigentümer waren noch immer die Familie Schoeller und Miller-Aichholz, wobei die Aktien meist in der Schweiz waren. Auch die Länderbank hielt ein größeres Aktienpaket.
Nach dem Anschluss im Jahr 1938 kam auch noch die 1896 gegründete Rodauner Kalk- und Zementfabrik AG zur Perlmooser AG, sowie die Holbag (Holz- und Baustoffgesellschaft). Im 1938 wurde die Mehrheit der Ziegelindustrie-AG-Aktien (ZIAG) erworben.
Die ZIAG-Anteile wurden 1968 an die Wienerberger verkauft, während das Rodauner Werk bis 1996 einen wesentlichen Bestandteil der Perlmooser AG darstellte, dann aber geschlossen wurde. Dafür wurde 1968 die Steirische Montanwerke AG übernommen.
Die Staatliche Auszeichnung, die das Unternehmen berechtigt, das Bundeswappen im Geschäftsverkehr zu verwenden, erhielt Perlmooser im Jahr 1972.
Im Jahr 1997 wurde die Perlmooser AG vom französischen Lafarge-Konzern übernommen.
2010 erhielt das Werk in Retznei das Erlebniswelt-Wirtschaft-Gütesiegel von der steirischen Landesregierung, da Lafarge an der Aktion Erlebniswelt Wirtschaft - made in Styria teilnimmt.

### Fusion mit Holcim
Am 7. April 2014 teilten Holcim und Lafarge mit, einen «Zusammenschluss unter Gleichen durch Aktientausch» anzustreben. Der neue Synergien nutzende Konzern LafargeHolcim hat seinen Sitz in der Schweiz, fast 140'000 Mitarbeiter und über 30 Mrd. Euro Jahresumsatz. Die Fusion der beiden Unternehmen wurde am 14. Juli 2015 mit der Umbenennung der Holcim Ltd. in LafargeHolcim Ltd. und der zusätzlichen Notierung der Aktien an der Euronext Paris abgeschlossen.
An der Generalversammlung vom 4. Mai 2021 haben die Aktionäre die beantragte Umfirmierung des Holdingnamens von LafargeHolcim Ltd. in Holcim Ltd. genehmigt. Der neue Holdingname wird mit Eintragung im Handelsregister wirksam. Zudem genehmigten sie die Verlegung des Hauptsitzes von Rapperswil-Jona nach Zug.

## Laufender Betrieb und Nachnutzung

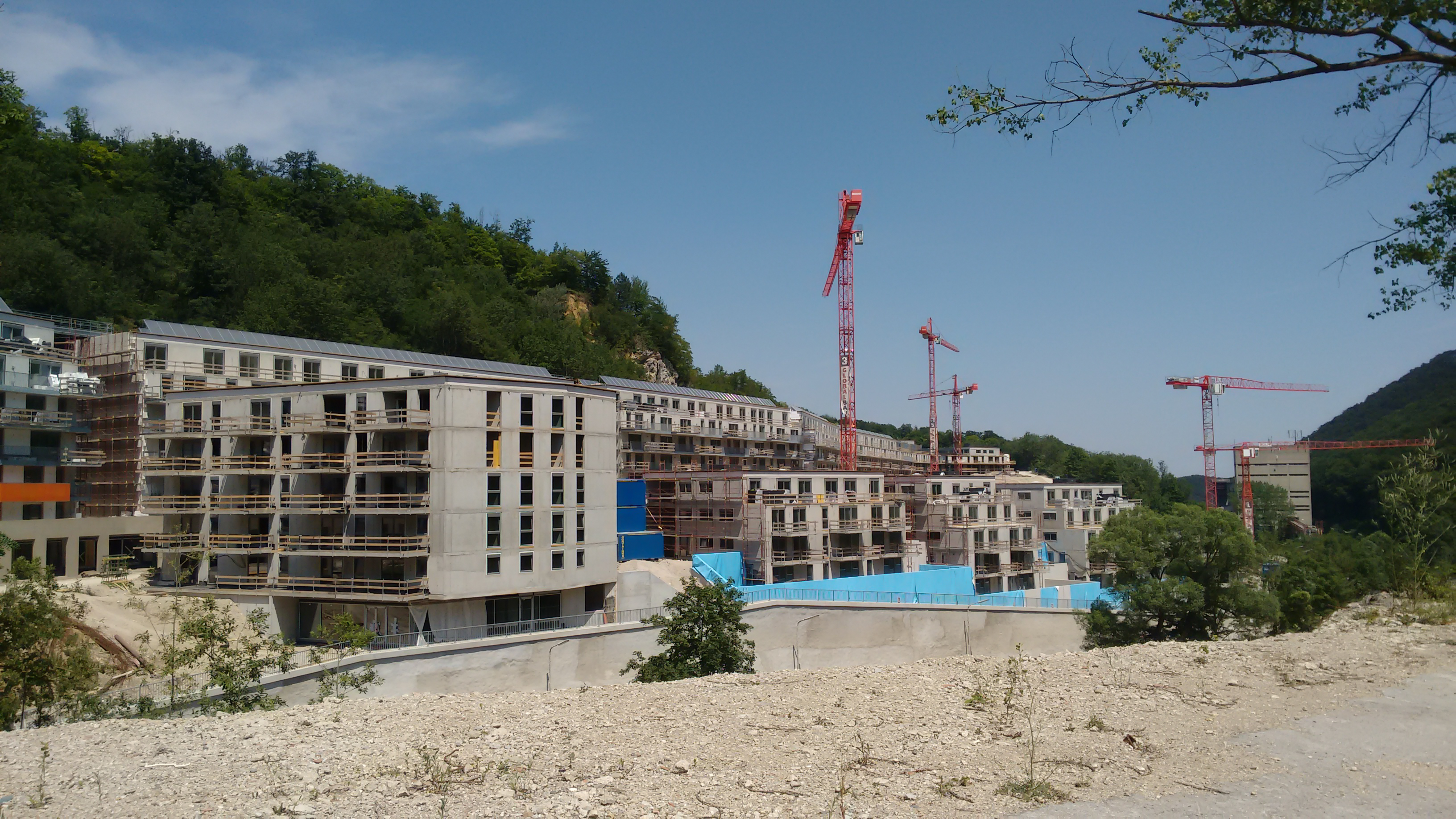
Wohnanlage Waldmühle Rodaun (in Bau 2015)

Da die Zementerzeugungen und auch die dazugehörenden Steinbrüche großen Eingriffe in der Umwelt darstellen, ergibt sich auch die Problematik einer Nachnutzung.
In Mannersdorf wurde im Jahr 2007 gemeinsam mit dem WWF Österreich ein renaturiertes Gebiet mit dem Naturpark Mannersdorf-Wüste gestartet.
Das Gelände des Werkes in Rodaun gehört teilweise zum Wiener Bezirk Liesing und zur Gemeinde Kaltenleutgeben in Niederösterreich. In Rodaun lagen die Produktions- und Verwaltungsteile, in Kaltenleutgeben (bis 2012 lag dieser Bereich in Perchtoldsdorf) lagen die Lager- und Abfülleinrichtungen sowie der Bahnhof Waldmühle, der über eine Anschlussbahn für die Eisenbahntransporte verwendet wurde (Kohle und Öl zum Werk, Zementprodukte vom Werk). Auf dem ehemaligen Werksgelände in Rodaun wurde eine Wohnungsanlage errichtet, ein Teil des Geländes in Kaltenleutgeben befindet sich ebenfalls im Eigentum von Wohnbaugesellschaften. Die Bevölkerung in Kaltenleutgeben sprach sich gegen das Projekt auf Liesinger Boden aus, da sie ein Verkehrschaos in dem engen Tal befürchtete. Außerdem befürchtete sie das endgültige Aus der Kaltenleutgebener Bahn. Die Anlage „Waldmühle Rodaun“ wurde dennoch von 2011 bis 2016 errichtet. Die Lafarge Perlmooser GmbH hat sich als frühere Eigentümerin im Kaufvertrag von 2010 vorbehalten, dass die neuen Eigentümer die Errichtung und Betreibung jeder wie immer gearteten Anlage zur Erzeugung und/oder Mahlung von Klinker und/oder Zement und/oder Betonzusatzstoffen und/oder sonstiger hydraulischer Bindemittel und/oder Beton zu unterlassen haben. Das ist als Dienstbarkeit im Grundbuch abgesichert.
Im ehemaligen Lager- und Abfüllgebäude (sog. Zementterminal) im östlichen Teil der ehemaligen Werksanlage soll auf insgesamt 5.500 Quadratmetern Fläche Platz für bis zu 20 Loft-Wohnungen (mit Raumhöhen bis zu 6,5 m), Galerien und Büroräumlichkeiten geschaffen werden. Die dafür 2021 neu gegründete Gesellschaft, der auch zwei Architekten angehören, die Siloft GmbH, ist seit Sommer 2022 Eigentümerin des Geländes mit dem mittlerweile als Ruine bezeichneten Bau.
In der Nacht des 6. Februar 2025 drangen vier junge Menschen zwischen 15 und 21 Jahren in die Ruine ein, angeblich im Rahmen einer Tik Tok Challenge. Dabei stürzte eine 15-Jährige gut 20 Meter in die Tiefe und verstarb noch am Unglücksort. Der Zutritt zum Gelände war verboten (Hinweisschilder) und das Areal selbst durch Bauzäune abgesperrt.
Nach dem Zweiten Weltkrieg wurde von Perlmooser auch in Preinsfeld bei Heiligenkreuz im Wienerwald in Tag- und Untertagbau bis zum Jahr 2001 Gips abgebaut (Gipsbergwerk Preinsfeld). Nachdem laufend Gipseinbrüche und Ausschwemmungen stattfanden, musste das Gelände verfüllt werden.